# Ajaccio (chanson)
Pour les articles homonymes, voir Ajaccio.
Clip vidéo
[vidéo] « Tino Rossi - Ajaccio », sur YouTube
Ajaccio est une chanson française de Tino Rossi, chanson de l'opérette Méditerranée (opérette) de 1955. Il l'enregistre en single chez Columbia Records, extrait de son album Méditerranée de 1956. Un des grands succès de sa carrière.

## Histoire
Cet hymne à sa ville natale d'Ajaccio en Corse est écrit et composé (en même temps que les titres Méditerranée,	N’en dis rien à personne et Tango Méditerranée) pour l'opérette à succès Méditerranée (opérette), d’après un livret de Raymond Vincy et une musique de Francis Lopez « Dans une vieille ruelle, tout près de la citadelle, d'Ajaccio, dans la nuit toujours si belle, on entend des ritournelles, des bravos, les touristes en balade, écoutent les sérénades, du pays, et plus rien n'a d'importance, quand une ancienne romance, vous séduit. Ajaccio, Ajaccio, aux sons des guitares, viennent filles et garçons, Ajaccio, Ajaccio, et chacun y chante sa chanson... ». La chanson fait référence à la citadelle d'Ajaccio et à la maison-musée de naissance de Napoléon d'Ajaccio. Elle est représentée pour la première fois avec un succès triomphal le 17 décembre 1955 au théâtre du Châtelet de Paris, avec Tino Rossi et Fernand Sardou (père de Michel Sardou). Tino Rossi possédait également sa villa « Le Scudo » à Ajaccio, depuis 1952, boulevard Tino-Rossi, actuel musée dédié à l'artiste de son fils Laurent Rossi, labelisé Maisons des Illustres,.

## Reprises et adaptations
Tino Rossi réédite ce titre sur divers disques et compilations des succès de sa carrière.

## Opérette
- 1955 : Méditerranée (opérette), interprétée par Tino Rossi.